# Katarina Parr
Katarina Parr (Catherine, Katherine, Kateryn eller Katheryne), född 1512, död 5 september 1548 på Sudeley Castle, var drottning av England och Irland 1543–1547 och den sista av Henrik VIII:s sex hustrur. Hon gifte sig med Henrik VIII den 12 juli 1543 och blev därmed den fjärde hustrun som kungen valde bland sina egna undersåtar. Katarina Parr blev änka när kungen avled år 1547. Hon är den engelska drottning som varit gift flest gånger, då hon sammanlagt hade fyra äkta makar.
Katarina byggde upp en god relation till kungens tre barn, och hon deltog personligen i planeringen och genomförandet av Elisabets och Edvards uppfostran och utbildning. Bägge kom att bli engelska monarker. Hon var även med och påverkade kungen då han lät stifta den tredje lagen om successionen år 1543, som återinsatte båda döttrarna Elisabet och Maria i tronföljden, trots att båda förklarats illegitima.
Katarina utsågs till regent från juli till september år 1544 då Henrik befann sig på fälttåg i Frankrike. I den händelse kungen skulle mista livet hade han utfärdat order att Katarina skulle förbli regent tills prins Edvard blev myndig. I sitt senare testamente gjorde dock kungen ingen föranstaltan om att ge Katarina något ämbete eller inflytande över statens affärer. På grund av Katarinas reformerta böjelser väckte hon fiendskap bland de inflytelserika katolska rådgivare som gjorde allt som stod i deras makt för att undergräva kungens förtroende för henne. Henrik lät beordra att Katarina skulle arresteras år 1546, men drottningen lyckades åstadkomma en försoning med kungen. Katarinas bok Prayers or Meditations blev det första litterära verk av en engelsk drottning som publicerades under författarens eget namn. Efter kungens död agerade Katarina förmyndare åt Elisabet och hon publicerade ytterligare en bok, The Lamentations of a Sinner.
Sex månader efter kungens död gifte änkedrottningen om sig med sin fjärde och sista make, Thomas Seymour, 1:e baron Seymour av Sudeley. Äktenskapet blev kortlivat då Katarina avled i september 1548, antagligen i barnsängsfeber.

## Barndom och uppväxt

### Härkomst och uppfostran
Katarina Parr tillhörde en framstående, lågadlig familj från norra England. Likt Henrik VIII:s andra hustrus familj, släkten Boleyn, hade Katarinas familj lyckats komma sig upp genom kunglig gunst och framgångsrika giftermål. Katarina var av förnämare härkomst än både Anne Boleyn och Jane Seymour, tidigare hustrur till Henrik VIII, och hennes familj var mer framgångsrikt etablerad vid hovet. Hon var äldsta överlevande barn till sir Thomas Parr, ägare till herrgården Kendal i Westmorland (nuvarande Cumbria), som var ättling till Edvard III; och till Parrs hustru Maud Green (1492–1531), som var dotter och arvtagare till sir Thomas Green, Lord av Greens Norton, Northamptonshire. Katarina hade en yngre bror, William Parr, som kom att upphöjas till markis av Northampton, och en syster, Anne Herbert, grevinna av Pembroke. Sir Thomas var sheriff av Northamptonshire, Master of the Wards, och Comptroller vid Henrik VIII:s hov. Sir Thomas Parr och kungen sågs som nära vänner. Han hade även, liksom sir Thomas Boleyn och sir John Seymour – fäder till två av kungens tidigare hustrur – deltagit i Sporrslaget i Frankrike år 1513. Katarinas mor, Lady Parr, var nära vän till och hovdam hos drottning Katarina av Aragonien, och forskare har föreslagit att Katarina skulle ha uppkallats efter drottningen, som även var hennes gudmor.
Katarina Parr föddes år 1512. Tidigare forskning har hävdat att hon föddes på familjesätet Kendal Castle i Westmorland i England. Vid tiden för hennes födsel var dock Kendal Castle redan i mycket dåligt skick, och slottet övergavs år 1572. När Maud Parr var gravid med Katarina vistades hon vid hovet, där hon ingick i drottningens uppvaktning, och familjen måste därför ha vistats i sitt hem i Blackfriars, London. Historiker anser numera att det är ytterst osannolikt att Katarinas far, sir Thomas, skulle ha beordrat sin hustru att ge sig ut på en ansträngande, över två veckor lång resa på osäkra vägar, för att föda sitt barn i ett nedgånget slott där ingen av dem förefaller ha tillbringat någon egentlig tid. Hennes far dog när hon var ung, och hon stod sin mor nära medan hon växte upp.
Katarinas tidiga utbildning var i linje med vad samtiden ansåg lämpligt för en ung flicka av hennes samhällsklass, det vill säga etikett, heraldik och sällskapstalanger utöver de hushållskunskaper som allmänt ansågs vara en flickas utbildning, men hon utvecklade en passion för studier som hon kom att bevara livet ut. Hon talade flytande franska, latin och italienska och som drottning valde hon även att studera spanska. Henriks andra hustru, Anne Boleyn, omnämns ofta som ovanligt bildad för att vara en adelsdam av sin tid, i och med sin vistelse vid det franska hovet och hos Margareta av Navarra, men enligt historikern David Starkey fick Katarina sannolikt en ännu mer kvalificerad utbildning. När Katarina var en liten flicka tyckte hon inte om att sy och lär ironiskt ha sagt till sin mor att "mina händer är ämnade att vidröra kronor och spiror, inte spinnrockar och nålar"

### Första äktenskapet
Tidigare har det ofta hävdats i historieskrivningen att Katarina gifte sig med den äldre Edward Burgh, 2:e baron Burgh år 1529 när hon var sjutton år gammal. Genom Antonia Frasers The Wives of Henry VIII år 1994, och David Starkeys verk om de sex fruarna som kom ut 2004, har dock Katarinas första make identifierats som sir Edward Borough. Misstaget kan hänföras tillbaka till 1800-talshistorikern Agnes Strickland och hennes verk om Henrik VIII:s sex hustrur.
När Thomas Parr avled 1517 lämnades hans hustru Maud att söka säkra sin och sina barns framtid. Hon försökte förhandla fram ett äktenskap mellan Katarina och lord Scrope av Bolton. Då hon samtidigt lyckades få sin son trolovad med Anne Bourchier, som var enda barn och arvtagare till earlen av Essex, hade Maud dock inte råd att erbjuda Katarina en tillräckligt stor hemgift, varför dessa äktenskapsplaner gick om intet. När historikerna Susan James och Linda Porter granskade dokument inför författandet av sina respektive biografier över Katarina, däribland Maud Parrs testamente, kunde de fastställa att Katarina gifte sig med den ovan nämnda 2:e baronens sonson, som också hette Edward. Sir Edward Borough var äldste son till den 2:e baronens äldste son, Thomas Burgh, 1:e baron Burgh. I sitt testamente, daterat maj 1529, tackar Maud Parr Sir Thomas Borough, riddare, för dotterns äktenskap. När hans son gifte sig var Thomas 35 år gammal, vilket innebär att sir Edward Burgh, Katarinas make, bör ha varit ungefär jämnårig med henne. Edward var alltså runt tjugo år gammal och han kan ha varit sjuklig. Han tjänade som rättsbiträde åt Thomas Kiddell och som fredsdomare. Hans far, sir Thomas, Anne Boleyns kammarherre, lyckades också försäkra sig om ett privilegiebrev som tillerkände honom och hans arvingar rätten att förvalta herrgården i Soke i Kirton in Lindsey. Den yngre sir Edward Borough dog våren 1533, vilket innebar att han aldrig ärvde titeln Lord (Baron) Borough.

## Lady Latimer

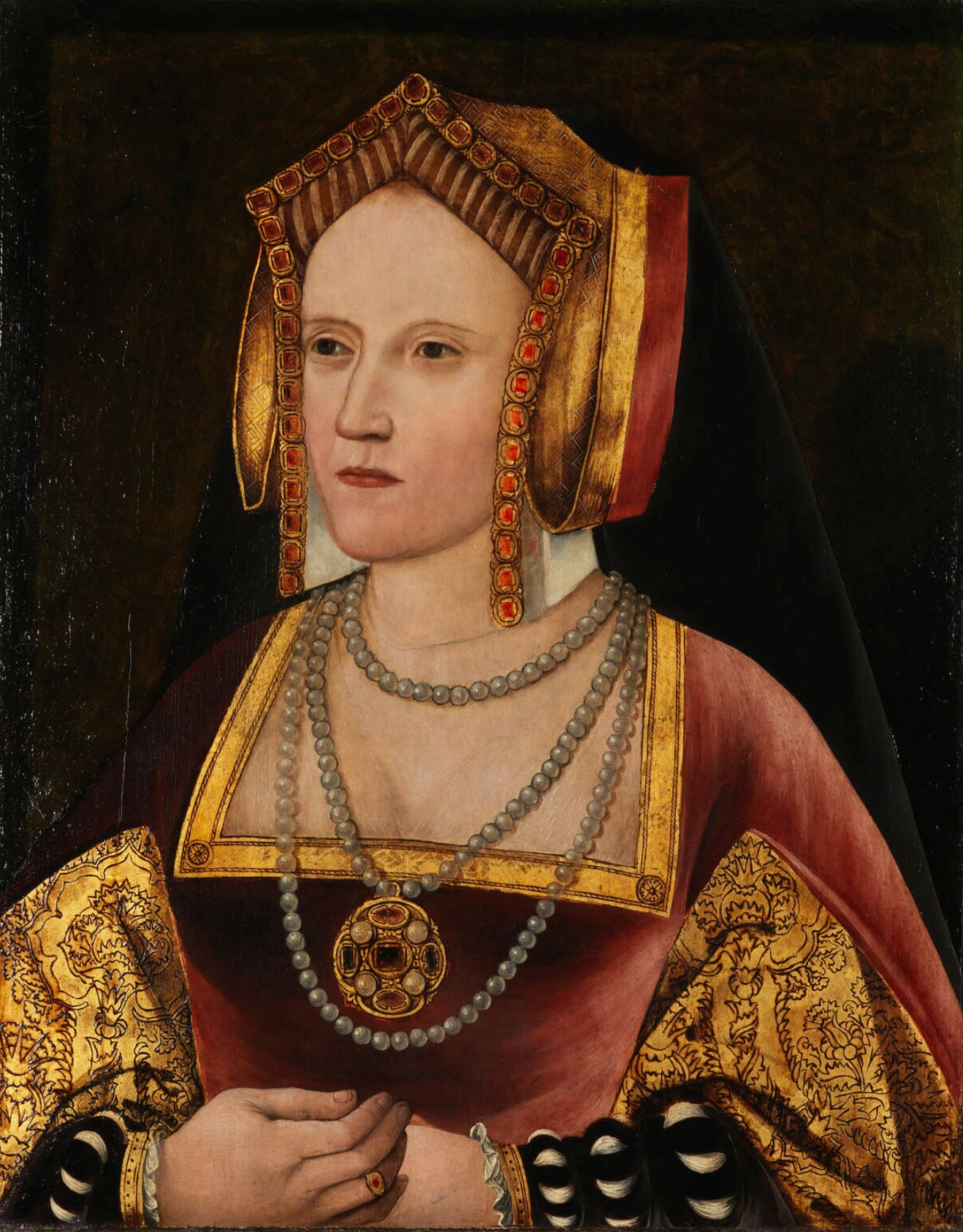
Det tidigaste kända porträttet av Katarina Parr, antagligen målat ungefär vid den tid då hon gifte sig med Lord Latimer.

### Äktenskapet med Lord Latimer
Källorna tyder på att Katarina tillbringade året 1533 hos Catherine Neville, änka efter Katarinas kusin Sir Walter Strickland, i dennes hem Sizergh Castle i Westmorland (nuvarande Cumbria). Parr var inte bara släkt med ätten Neville genom gemensamma anfäder, utan även genom gifte. Katarinas släkting Agnes Parr gifte sig med sir Thomas Strickland, som var son till sir Walter och Douce Crofte. Änkefrun Lady Strickland var också släkt med Parrs nästa make, John Neville, lord Latimer.
Sommaren 1534 gifte Katarina Parr om sig med John Neville, lord Latimer, herre till Snape herrgård i North Yorkshire. Lord Latimer var 40 år gammal, och därmed dubbelt så gammal som Katarina. Latimer var syssling till Katarinas far, och ättling till George Neville, 1:e baron Latimer, som var Warwicks, the Kingmakers, farbror. Latimer hade blivit änkling två gånger, och med sin första hustru Dorothy de Vere som var syster till John de Vere, earl av Oxford hade han två barn, John och Margaret. John Neville var ett av de femton barn som Richard Neville, 2:e baron Latimer fick med Anne Stafford, dotter till sir Humphrey Stafford. Latimers gren av släkten Neville var huvudlinjen som hade rätt till titeln earl av Warwick, vilket ledde till fejder i släkten och syskonrivalitet. När han gifte sig med Katarina stämde hans yngre bröder honom. Detta innebar att äktenskapet ingicks under en period då Latimer hade ekonomiska problem.
Som Lady Latimer var Katarina nu husfru på ett ståtligt gods, hennes man var inflytelserik och hon tillhörde en familj som innehade en fin titel. Katarina var den enda kvinnan i sin familj, förutom sin farmors syster Mabel, som gifte in sig i den högsta aristokratin, Englands peerage. Katarina ansträngde sig ända från början att bli en god hustru. Hon hade tillräckligt starka känslor för sin make för att ända fram till sin död behålla hans exemplar av Nya Testamentet med hans autograf på försättsbladet. Katarina visade sig även bli en god styvmor åt makens barn, en förmåga som hon senare visade igen gentemot Henrik VIII:s barn från de tidigare äktenskapen. Hennes tonåriga styvson, John, kom att orsaka sina föräldrar bekymmer. Det finns tecken på att systern Margaret var faderns favorit. Efter att Katarina blivit drottning av England genom sitt äktenskap med kung Henrik fortsatte hon att ta hand om sina styvbarn. Hon gav Margaret plats vid hovet som hovdam och hon gav även en plats vid sitt hov åt Johns hustru.

### Pilgrimage of Grace
Latimer stödde den gamla religionen (romersk katolicism) och hade varit en bitter fiende till kungens skilsmässa och Henriks äktenskap med Anne Boleyn och de religiösa förändringar som processen medförde. År 1536, två veckor efter upproren i Louth, dök en pöbelhop upp vid Latimers hem och hotade att ta till våld om inte Latimer anslöt sig till deras skara. Katarina tvingades se på när hennes make fördes bort av rebellerna. Medan han hölls fånge av upprorsmakarna började det cirkulera rykten kring vilken sida Latimer egentligen höll på och dessa rykten nådde till slut även fram till Thomas Cromwell och kungen i London. Upproret i Yorkshire, som gått till historien under namnet Pilgrimage of Grace, ställde Latimer inför ett hemskt dilemma. Om man fann att han gjort sig skyldig till högförräderi skulle alla hans gods och egendomar vara förverkade, och Katarina och hans barn skulle bli ruinerade. Kungen själv skrev till hertigen av Norfolk och yrkade på att man skulle säkerställa att Latimer "fördömer skurken Aske och utlämnar sig själv åt vår barmhärtighet". Latimer fann sig med glädje i detta påbud. Både Katarinas bror William Parr och hennes farbror William Parr, 1:e baron Parr av Horton stred under hertigen av Norfolk och hertigen av Suffolk mot rebellerna. Enligt historikern Susan James var det antagligen tack vare Katarinas inflytande som Lord Latimer överlevde – både hennes bror och hennes farbror uttalade sig, enligt James, säkert för hennes make hos kungen.
Från oktober 1536 fram till april 1537 levde Lady Latimer ensam med sina styvbarn utan att veta vad som skulle hända med hennes make. Forskare menar att rädslan under dessa månader för vad rebellerna skulle kunna orsaka hennes familj kan ha medverkat till att stärka Katarina i hennes benägenhet att gå över till den reformerade tron. I januari år 1537 hölls Katarina och hennes styvbarn gisslan i sitt hem av rebellerna. Deras hus plundrades och man lät skicka bud till Lord Latimer, som var på väg hem från London, att om han inte omedelbart vände om så skulle man avrätta hans familj. Lord Latimer lyckades på något vis övertala rebellerna att lämna hans familj ifred, men situationen och de rykten som uppstod kom att utgöra en prövning för familjen.
Familjen Latimer valde att flytta söderut efter att rebellerna avrättats. Detta togs väl upp emot Thomas Cromwell och kungen. Även om han aldrig åtalades var Latimers goda rykte fläckat, vilket även kom att påverka Katarina. Under de sista sju åren av sitt liv var Latimer utsatt för en form av utpressning från Cromwell. Katarina kom att tillbringa det mesta av sin tid i södra England åren 1537–42. Hennes make kallades ofta att tjänstgöra under Cromwell och kungen, samt att medverka i parlamentet. Efter att Cromwell avrättades år 1540 kunde Latimer återfå sin värdighet, och när lord Latimer satt i överhuset år 1542 tillbringade han och Katarina hela den vintern i London. Katarinas bror, William Parr, och syster, Anne Herbert, hade redan etablerat sig vid hovet. Anne fick tjänst som hovdam åt Henriks drottning Katarina år 1531. Det var vid hovet som Katarina kom att bygga upp ett viktigt kontaktnät och det var även där hon träffade sin blivande fjärde make, sir Thomas Seymour. Vid hovet rådde helt andra seder än ute på de lantegendomar där Katrina tidigare vistats, och det var här hon fick möjlighet att sätta sig in i de senaste trenderna, inte enbart inom religiösa frågor utan även rörande sådana världsliga ting som mode och smycken.
När det blev vinter år 1542 svek hälsan Lord Latimer, och Katarina ägnade sin tid åt att vårda sin sjuke man. John Neville, Lord Latimer, avled år 1543. I sitt testamente utsåg Lord Latimer Katarina till förmyndare för dottern Margaret och hon fick också förvalta sin avlidne makes förmögenhet tills dottern blev myndig. Latimer lät Katarina ärva Stowe Manor och ytterligare några egendomar. Han gav henne också pengar som skulle användas till dotterns uppehälle och uppfostran, och om dottern inte blev gift inom fem år skulle Katarina enligt testamentet använda 30 pund om året till dotterns fortsatta uppehälle. Katarina var därmed en rik änka som möjligen skulle tvingas flytta norrut igen för att ta hand om sina egendomar.
Genom att använda sig av sin avlidna mors kontakter med Katarina av Aragonien lyckades Katarina ta tillfället i akt att åter etablera vänskapen med Lady Maria, dotter till Henrik VIII och Katarina av Aragonien. Det framgår av Marias räkenskaper att Katarina före den 16 februari 1543 hade fått anställning av Maria och ingick i hennes hushåll. Det var när hon tjänstgjorde hos Maria som kungen först lade märke till Katarina. Efter Lord Latimers död inledde Katarina, som nu var en välbeställd änka ganska snart ett kärleksförhållande med sir Thomas Seymour, som var bror till den avlidna drottningen Jane Seymour. Kungen fattade dock tycke för Katarina, varpå hon såg det som sin plikt att acceptera hans anbud om giftermål. Henrik VIII lät ge sir Thomas Seymour en post i Bryssel för att få bort denne från hovet.

## Drottning av England och Irland

### Drottning och regent

Katarina Parrs vapen som drottning.

Katarina gifte sig med Henrik VIII den 12 juli 1543 på Hampton Court Palace. Hennes tidigare make hade avlidit den 2 mars 1543. Hon var den första drottning av England som även fick titeln drottning av Irland, då Henrik strax innan hade antagit titeln kung av Irland. Som drottning var Katarina delvis ansvarig för att Henrik försonades med sina två döttrar från de tidigare äktenskapen, Maria och Elisabet. Hon skapade även en god relation till Henriks son den lille prinsen av Wales som senare kom att bli Edvard VI av England. När hon blev drottning utsåg hon sin farbror William Parr, 1:e baron Parr av Horton till sin Överste kammarherre (Lord Chamberlain).
Under tre månader, från juli till september år 1544, var Katarina regent, utsedd av sin make kungen att inneha denna ställning under hans sista, misslyckade, militära operation i Frankrike. Tack vare att hennes farbror utsetts till medlem av regentrådet, och att även andra av de rådgivare som utsetts, till exempel Thomas Cranmer (ärkebiskop av Canterbury) och Lord Hertford, stod bakom henne, kunde Katarina regera efter eget huvud. Hon hanterade finansieringen av Henriks militärtåg, skaffade fram proviant och andra förnödenheter såsom kläder och vagnar, samt vapen. Hon skrev också under fem kungliga proklamationer och stod i ständig kontakt med sin befälhavare i norr, Lord Shrewsbury, kring den komplicerade och ostadiga situationen i Skottland som var en del av den utdragna konflikt mellan England och Skottland som gått till historien som the Rough Wooing. Det har föreslagits att hennes handlingar som regent, i kombination med hennes karaktärsstyrka och värdighet, hade ett stort inflytande över hennes styvdotter Lady Elisabet, den framtida Elisabet I av England.

### Religiösa konflikter

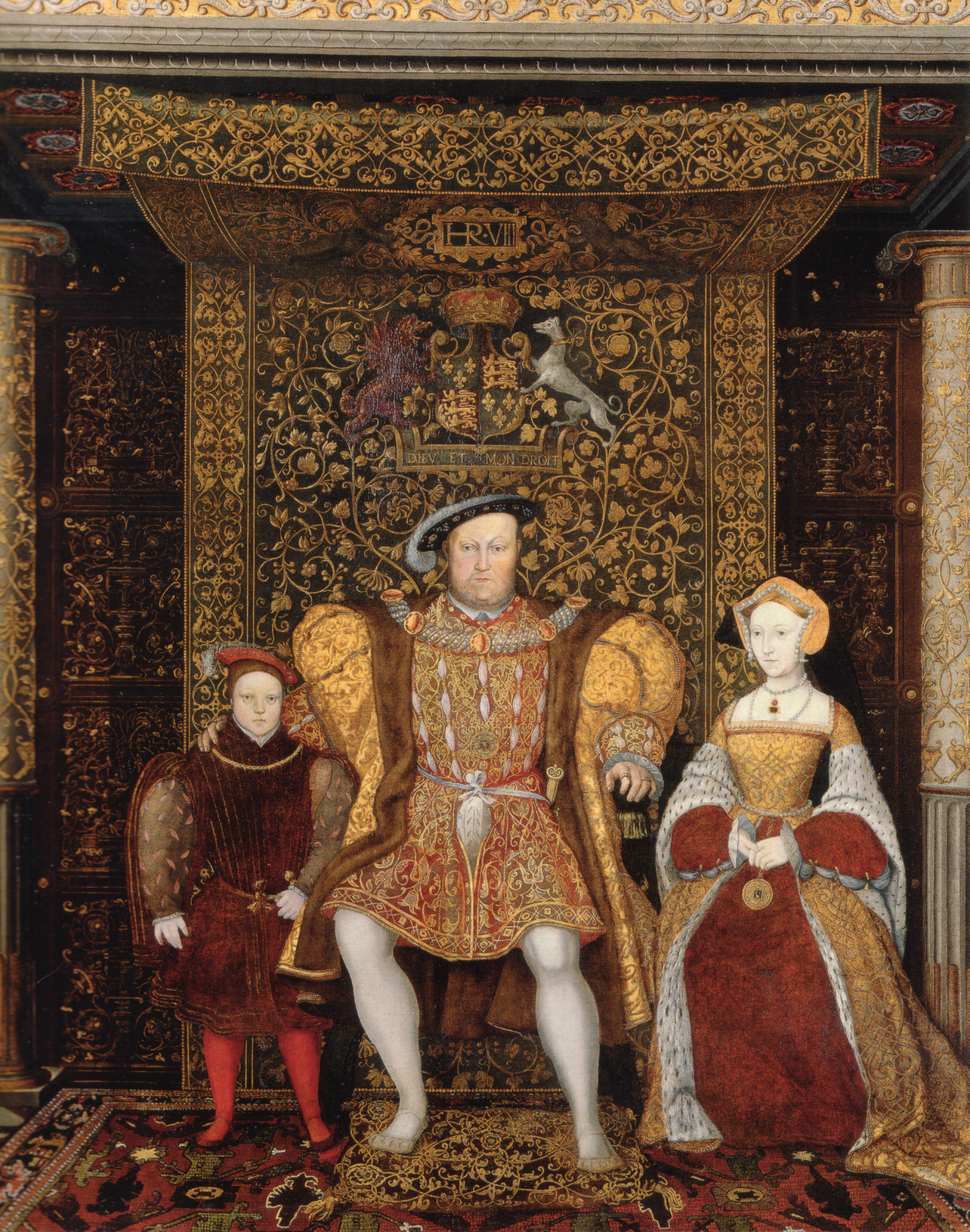
När detta porträtt av Henrik VIII:s familj målades var kungen gift med Katarina Parr. Ändå är det inte hon, utan den avlidna drottningen Jane Seymour som återfinns på porträttet. Detta för att understryka Janes dynastiska betydelse som mor till prinsen av Wales.

Trots att hon, med tanke på att hon föddes före den engelska reformationen, måste ha uppfostrats katolskt, kom hon att bli intresserad av, och senare anhängare av, den "nya religionen". Det väcktes även misstankar om att hon hade blivit protestant, så som begreppet idag skulle uppfattas, omkring mitten av 1540-talet. Denna uppfattning får stöd i de åsikter hon själv uttrycker i sin andra bok, Lamentacions of a synner (Lamentations of a Sinner), som gavs ut sent år 1547, efter kungens bortgång. Boken talar till exempel för det protestantiska begreppet Sola fide (frälsning genom tron allena) vilket den katolska kyrkan bedömde vara kätteri. Det är osannolikt att hon skulle ha kommit till denna syn på religionen endast under den korta tid som förflöt mellan kungens död och att boken publicerades. Hennes sympati för Anne Askew, den protestantiska martyren som var bitter motståndare till den katolska tron på transsubstantiation, antyder även den att hon var mer än enbart intresserad av den Nya religionen.
Drottningens religiösa åsikter sågs med misstänksamhet av katolska och anti-protestantiska ämbetsmän, bland andra Stephen Gardiner (bishop av Winchester) och Lord Wriothesley (Lord Chancellor), som försökte vända kungen mot henne 1546. En arresteringsorder utfärdades och det spreds rykten över hela Europa att kungen var förälskad i drottningens nära vän, hertiginnan av Suffolk. Katarina hade dock lojala vänner som förvarnade henne om arresteringsordern, vilket gav drottningen möjlighet att försonas med kungen genom att svära på att hon endast diskuterade religion med honom för att distrahera honom från tankarna på smärtan från bensåren på hans ben. Dagen därpå avfärdade en rasande Henrik den beväpnade vakt som kom för att arrestera drottningen när hon promenerade med kungen.

## Det sista äktenskapet, barnsäng och död

### Det sista äktenskapet

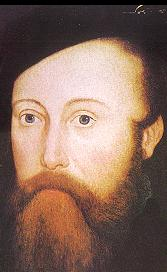
Thomas Seymour, 1:e baron Seymour av Sudeley

Efter kung Henriks död, den 28 januari 1547, var Katarina en välbeställd änka, då kungen vidtagit åtgärder för att hon skulle erhålla ett änkeunderhåll på 7 000 pund från kronan. Han hade också beordrat att Katarina skulle inneha ställning även som änkedrottning och hedras som drottning av England som om han fortfarande hade levat. Efter att prinsen av Wales krönts och blivit Edvard VI av England drog sig Katarina den 31 januari 1547 tillbaka från hovet och flyttade till sin egendom Chelsea Manor i Chelsea. Vid denna tid började det uppstå konflikter mellan Katarina och Edward Seymour, 1:e hertig av Somerset. Somerset hade sett till att ha makten i kungens Privy Council vid Henriks frånfälle, och blev snart utsedd till Lord Protector, med huvudansvar för den omyndige kungen. I praktiken innebar detta att Somerset innehade närstan samma makt som en regent. Till stor del berodde konflikterna på den rivalitet som uppstod mellan Katarina och Somersets maka, Anne Stanhope, som tidigare varit hovdam hos drottningen. Den första stora stridsfrågan gällde änkedrottningens juveler som delvis bestod av hennes privata smycken, varav hon fått många i gåva av kung Henrik, och delvis av de smycken som bars av drottningen och som tillhörde kronan. Hertiginnan av Somerset hävdade att smyckena enbart tillhörde drottningen av England, inte änkedrottning Katarina. Istället menade hon att hon själv, som hustru till Lord Protector, borde vara den som hade rätt att bära dessa smycken. Hertiginnan av Somerset gick därmed emot den tredje successionslagen som tydligt slog fast att Katarina skulle vara rikets första dam, och som uttryckte att hertiginnan av Somerset därtill stod under Maria och Elisabet i rang, samt även under Anna av Kleve, som skulle betraktas och tituleras som kungens syster. Trots detta gick hertiginnan segrande ur striden vilket fick till följd att relationen mellan henne och änkedrottningen aldrig återhämtade sig. Även förhållandet mellan de två bröderna Seymour försämrades kraftigt efter detta då Thomas Seymour såg det hela som en medveten kränkning från broderns sida.
Efter att ha tillbringat många år utomlands i kungens tjänst, på kungens egen befallning, återvände Katarinas gamla kärlek sir Thomas Seymour till hovet. Katarina accepterade snabbt hans erbjudande om äktenskap. Seymour visste att eftersom det endast gått sex månader sedan kungens död skulle Kronrådet inte bifalla en ansökan om att få gifta sig med änkedrottningen. Han bestämde sig därför för att vända sig direkt till sin systerson, den unge kungen, och be om kunglig tillåtelse. Någon gång i slutet av maj blev det möjligt för Seymour och Katarina att gifta sig i hemlighet. Kungens Privy Council informerades inte om äktenskapet förrän sommaren 1547. När det blev allmänt känt att änkedrottningen gift om sig så snart efter kungens död orsakade detta en skandal. Kungens syster Maria tillkännagav offentligt sitt missnöje. Efter att ha fått motta en reprimand av Kronrådet skrev Seymour till Maria för att be henne lägga ett gott ord för honom. Maria blev rasande över denna oförskämdhet och talade om att hon inte ämnade försvara så taktlösa gärningar som kränkte hennes fars minne. Maria gick till och med så långt att hon skrev och bad sin syster Elisabet att bryta all kontakt med Katarina.
Tidigt år 1548 bjöd Katarina in sin styvdotter Elisabet och hennes kusin lady Jane Grey för att bli del av änkedrottningens hushåll i Sudeley. Katarina åtog sig att se till att båda flickorna fick en utbildning som anstod deras rang. Änkedrottningen fick snart namn om sig att hålla i tyglarna för ett dygdigt och lärt hem där de unga damerna kunde få en utbildning av hög kvalitet.

### Barnsäng och död
I mars år 1548 blev Katarina för första gången gravid. Hon var nu gift med sir Thomas Seymour och 35 år gammal. Graviditeten kom som en överraskning, då Katarina varit gift tre gånger tidigare utan att bli med barn. Att ha sex under graviditeten ansågs under 1500-talet medföra fara för barnet vilket kan ha varit en anledning till att sir Thomas började intressera sig för Katarinas styvdotter, Elisabet, som då var i tonåren. Rykten hade florerat att Seymour hade planer på att försöka få gifta sig med den unga kungadottern innan han gifte sig med Katarina, och nu sades det att änkedrottningen kommit på sin make och styvdottern i en varm omfamning. Det förefaller som om änkedrottningen själv, möjligen för att försöka behålla kontrollen över situationen, vid några tillfällen deltog i episoder då hennes make "lekte" med Elisabet, som samtida och senare granskare uppfattat som sexuellt laddade händelser, förklädda till olika former av skämt. Vad som än ägde rum framgår det av källorna att Elisabet begav sig från Sudley i maj 1548 för att istället bosätta sig hos sir Anthony Denny i Cheshunt. Hon och Katarina träffades aldrig igen, även om de korresponderade.
Katarina födde sitt enda barn, en dotter som fick namnet Mary Seymour, den 30 augusti 1548. Flickan uppkallades efter Katarinas styvdotter Maria. Bara sex dagar efter förlossningen avled Katarina Parr, den 5 september 1548 på Sudeley Castle i Gloucestershire, antagligen till följd av barnsängsfeber. Hon kom därmed att gå samma öde tillmötes som drabbade Henrik VIII:s tredje hustru Jane Seymour. På grund av bristen på hygien vid förlossningar var barnsängsfeber en vanlig dödsorsak vid denna tid. Till följd av några anklagande ord Katarina sade till sin make i feberyra innan hon dog gick det rykten om att sir Thomas skulle ha förgiftat sin hustru för att kunna gifta sig med Elisabet. Detta avvisades dock av samtiden, och har även avvisats av senare historiker.
Thomas Seymour avrättades genom halshuggning för högförräderi den 20 mars 1549 efter ett misslyckat kuppförsök mot brodern där han bland annat anklagades för att ha försökt kidnappa den unge kungen. Hans och Katarinas dotter, Mary Seymour, togs om hand av änkedrottningens goda vän Katherine Willoughby, hertiginna av Suffolk. De smycken som Katarina haft kvar vid sin död hade förvarats i en kista på Sudeley, och denna skickades till Towern i London den 20 april 1549. Senare skickades även änkedrottningens andra kvarlämnade värdesaker såsom kläder och dokument dit. Ett och ett halvt år senare, den 17 mars 1550, antog parlamentet en lag som återgav Mary Seymour rätten till sitt arv och änkedrottningens kvarlåtenskap vidarebefordrades till henne. Detta kom som en lättnad för hertiginnan av Suffolk som endast motvilligt tagit sig an barnet, och brevledes många gånger klagat till vänner och till Kronrådet över de kostnader hon hade för flickan. Den sista gången Mary Seymour omnämns såsom varande i livet är på hennes tvåårsdag, och även om det gått många rykten om att hon skulle ha vuxit upp, gift sig och fått barn, är moderna historiker ense om att inget barn med så framstående påbrå hade kunnat växa upp utan att lämna något spår efter sig, varför slutsatsen blir att flickan avled som barn, antagligen på Grimsthorpe Castle.

## Katarinas kvarlevor
Under engelska inbördeskriget 1643 skadades Sudeley Castle, och dess kapell, däribland Katarina Parrs grav, föll i ruiner och glömdes bort: marken avdelades senare till en arrendator för jordbruk, och 1725 noterade en författare att Katarina Parrs grav var okänd.
År 1782 återfanns Katarinas kvarlevor, vars vistelseort länge varit okänd, av en man vid namn John Locust, i ruinerna av kapellet i Sudeley Castle. När han öppnade kistan så kunde han se att änkedrottningens kropp, som hade begravts 234 år tidigare, hade bevarats i överraskande gott skick. Det uppgavs att hennes hår hade behållit sin kastanjebruna färg. Efter att ha klippt av en lock av håret återslöt han kistan och återbördade den till graven. Under de tio år som följde öppnades kistan vid ytterligare några tillfällen och år 1792 begravde en grupp berusade män kistan uppochner. När man slutligen beslutade att hålla en officiell gravöppning återstod endast Katarinas skelett.
Katarina Parrs kvarlevor flyttades sedan (1817) till det gravvalv som innehöll Richard Temple-Grenville, 1:e hertig av Buckingham och Chandos grav, eftersom det var hans ättlingar som då ägde Sudeley Castle. Gravvalvet renoverades av hertiginnan av Buckingham, lady Anne Greville. 
På senare tid har kapellet byggts om av sir John Scott och en gravvård har rests över drottning Katarina. Katarina Parrs kvarlevor placerades år 1861 i en gravvård designad i nygotisk stil av George Gilbert Scott med en skulptur av John Birnie Philip.

## Porträtt

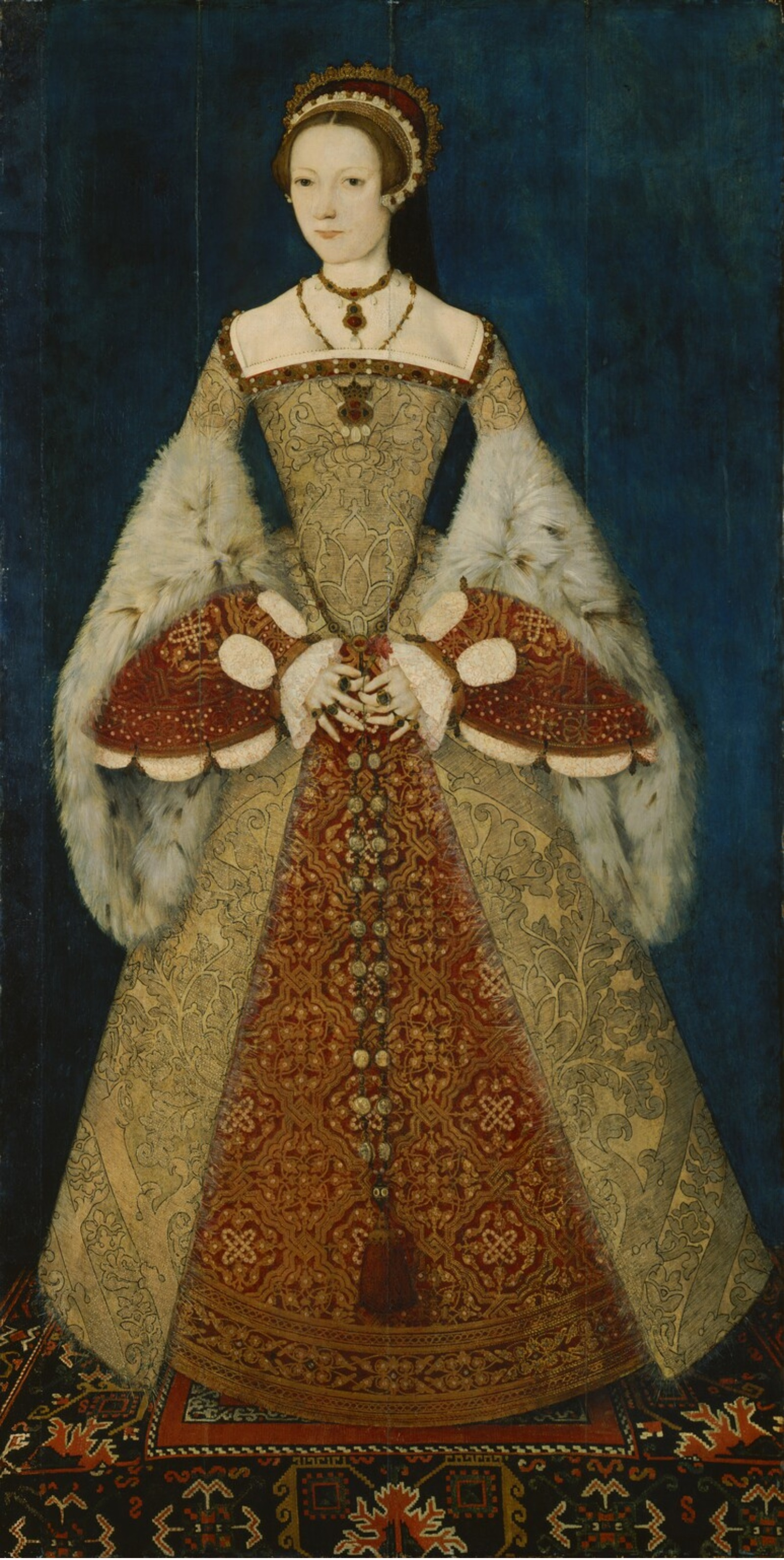
Porträtt av Katarina Parr, som tidigare trotts föreställa Lady Jane Grey.

Det porträtt i helfigur av Katarina Parr som utfördes av Master John och som numera återfinns i National Portrait Gallery har tidigare hävdats föreställa lady Jane Grey. Nyligen har dock experter fastslagit att målningen föreställer drottning Katarina, vilket också stämmer med porträttets tidigaste proveniens. Porträtt utförda i helfigur var väldigt ovanliga vid den tid då denna målning tillkom, och endast de absolut förnämsta personerna brukade kunna kosta på sig att målas av i det formatet. Lady Jane Grey, som i och för sig var av kungligt blod, var vid den tiden endast ett okänt åtta år gammalt barn och hennes regering som visade sig bli kort och katastrofal påbörjades inte förrän åtta år senare. Det kronformade smycke av särpräglat utseende som damen på målningen bär stämmer överens med beskrivningen av ett smycke som återfinns i en inventering av Katarina Parrs tillhörigheter, och andra smycken stämmer överens med beskrivningar av smycken som tillhörde Katarina Howard och som skulle ha kommit att tillfalla nästa drottning.

## Katarina Parr i populärkulturen
Katarina porträtterades för första gången på film år 1933, i Alexander Kordas film Kvinnorna kring kungen. Charles Laughton spelade kungen och Everley Gregg hade rollen som Katarina Parr. Filmen försöker inte spegla den historiska verkligheten utan drottningen framställs som en komisk figur och en överbeskyddande ragata. År 1952 beskrevs en romantisk version av Thomas Seymours uppvaktning av den unga Elisabet I i filmen Hennes kungarike med Stewart Granger som Seymour, Jean Simmons som Elisabet och filmstjärnan Deborah Kerr som Katarina Parr.
År 1970 spelades Katarina Parr av Rosalie Crutchley i BBC:s tv-drama Henrik VIII och hans sex hustrur, en serie i sex delar. Kungen spelades av Keith Michell. I denna serie fokuserade man på Katarinas kärlek till religionen och hennes intellektuella förmågor. Crutchley fick sedan porträttera drottning Katarina även i den tv-serie, Elizabeth R, som spelades in 1971 och som hade Glenda Jackson i titelrollen.
År 1973 spelade Barbara Leigh-Hunt en matronalik Katarina i Henry VIII and his Six Wives, återigen med Keith Michell som Henrik VIII. År 2000 spelades Katarina av Jennifer Wigmore i den amerikanska tv-produktionen Elizabeth: Red Rose of the House of Tudor. Ett år senare spelades en dramatiserad dokumentärserie om Henriks drottningar in där Caroline Lintott spelade Katarina. Dokumentären författades av historikern David Starkey. Katarina spelades av Joely Richardson i den fjärde och sista säsongen av The Tudors som sändes första gången våren 2010. Katarina Parr förekommer även som en framträdande personlighet i en mängd romaner, till exempel Jean Plaidys The Sixth Wife från 1953, Mary Lukes The Ivy Crown som kom ut 1984, The Last Wife of Henry VIII av Carolly Erickson från 2008 och Innocent Traitor av Alison Weir som kom ut 2007.
Katarina Parr porträtteras sedan 2017 i musikalen Six av Toby Marlow och Lucy Moss, som är en modern version om de sex fruarna till Henry VIII.

## Historieskrivning
Den populära myten att Katarina huvudsakligen var sin makes sköterska snarare än hans hustru skapades under 1800-talet genom de historiska verk som skrevs av Agnes Strickland. Denna bild har ifrågasatts av moderna historiker till exempel David Starkey, som i sin bok Six Wives påpekar att ett sådant förhållande skulle ha varit fullständigt verklighetsfrämmande för personer under Tudoreran. Henrik hade en stab av läkare och vårdare som tog hand om alla hans vårdbehov, medan Katarina förväntades vara hustru och leva upp till de höga förväntningar på värdighet som ställdes på en engelsk drottning.
Katarina har fått många beundrare genom historien tack vare sitt sunda förnuft, sin moraliska integritet, medkänsla, starka religiösa övertygelse och konsekventa pliktkänsla samt hängivenhet. Till de historiker som framhävt dessa Katarina Parrs starka sidor hör David Starkey, Antonia Fraser, Alison Weir, Susan James och Linda Porter. Drottning Katarina har beskrivits som viljestark och uppriktig, fysiskt attraktiv, mottaglig för charmen hos "farliga" män (liksom senare drottning Elisabet I) och till och med villig att ta till ett obscent språk när omständigheterna krävde det.

## Titlar
- Mistress Catherine Parr (1512–1529)
- Lady Burgh (1529–1533)
- Änkenåden Lady Burgh (1533–1534)
- Lady Latimer (1534–1543)
- Änkenåden Lady Latimer (1543)
- Hennes majestät drottningen (1543–1547)
- Hennes majestät drottning Katarina, Lady Seymour av Sudeley (1547–1548)

## Anfäder
|               |  |  |  |  |  |  |  |             |  |  |  |  |  |  |  |                    |  |  |  |  |  |  |  | Thomas Parr          |
|               |  |  |  |  |  |  |  |             |  |  |  |  |  |  |  |                    |  |  |  |  |  |  |  |                      |
|               |  |  |  |  |  |  |  |             |  |  |  |  |  |  |  | William Parr       |  |  |  |  |  |  |  |                      |
|               |  |  |  |  |  |  |  |             |  |  |  |  |  |  |  |                    |  |  |  |  |  |  |  |                      |
|               |  |  |  |  |  |  |  |             |  |  |  |  |  |  |  |                    |  |  |  |  |  |  |  | Alice Tunstall       |
|               |  |  |  |  |  |  |  |             |  |  |  |  |  |  |  |                    |  |  |  |  |  |  |  |                      |
|               |  |  |  |  |  |  |  | Thomas Parr |  |  |  |  |  |  |  |                    |  |  |  |  |  |  |  |                      |
|               |  |  |  |  |  |  |  |             |  |  |  |  |  |  |  |                    |  |  |  |  |  |  |  |                      |
|               |  |  |  |  |  |  |  |             |  |  |  |  |  |  |  |                    |  |  |  |  |  |  |  | Henry FitzHugh       |
|               |  |  |  |  |  |  |  |             |  |  |  |  |  |  |  |                    |  |  |  |  |  |  |  |                      |
|               |  |  |  |  |  |  |  |             |  |  |  |  |  |  |  | Elizabeth FitzHugh |  |  |  |  |  |  |  |                      |
|               |  |  |  |  |  |  |  |             |  |  |  |  |  |  |  |                    |  |  |  |  |  |  |  |                      |
|               |  |  |  |  |  |  |  |             |  |  |  |  |  |  |  |                    |  |  |  |  |  |  |  | Alice Neville        |
|               |  |  |  |  |  |  |  |             |  |  |  |  |  |  |  |                    |  |  |  |  |  |  |  |                      |
| Katarina Parr |  |  |  |  |  |  |  |             |  |  |  |  |  |  |  |                    |  |  |  |  |  |  |  |                      |
|               |  |  |  |  |  |  |  |             |  |  |  |  |  |  |  |                    |  |  |  |  |  |  |  | Thomas Greene        |
|               |  |  |  |  |  |  |  |             |  |  |  |  |  |  |  |                    |  |  |  |  |  |  |  |                      |
|               |  |  |  |  |  |  |  |             |  |  |  |  |  |  |  | Thomas Green       |  |  |  |  |  |  |  |                      |
|               |  |  |  |  |  |  |  |             |  |  |  |  |  |  |  |                    |  |  |  |  |  |  |  |                      |
|               |  |  |  |  |  |  |  |             |  |  |  |  |  |  |  |                    |  |  |  |  |  |  |  | Matilda Throckmorton |
|               |  |  |  |  |  |  |  |             |  |  |  |  |  |  |  |                    |  |  |  |  |  |  |  |                      |
|               |  |  |  |  |  |  |  | Maud Green  |  |  |  |  |  |  |  |                    |  |  |  |  |  |  |  |                      |
|               |  |  |  |  |  |  |  |             |  |  |  |  |  |  |  |                    |  |  |  |  |  |  |  |                      |
|               |  |  |  |  |  |  |  |             |  |  |  |  |  |  |  |                    |  |  |  |  |  |  |  | John Fogge           |
|               |  |  |  |  |  |  |  |             |  |  |  |  |  |  |  |                    |  |  |  |  |  |  |  |                      |
|               |  |  |  |  |  |  |  |             |  |  |  |  |  |  |  | Jane Fogge         |  |  |  |  |  |  |  |                      |
|               |  |  |  |  |  |  |  |             |  |  |  |  |  |  |  |                    |  |  |  |  |  |  |  |                      |
|               |  |  |  |  |  |  |  |             |  |  |  |  |  |  |  |                    |  |  |  |  |  |  |  | Alice Haute          |
|               |  |  |  |  |  |  |  |             |  |  |  |  |  |  |  |                    |  |  |  |  |  |  |  |                      |